# خليفة جابي
خليفة جابي (بالإنجليزية: Khalifa Jabbie)‏ (20 يناير 1993 بفريتاون في سيراليون - ) هو لاعب كرة قدم سيراليوني في مركز الوسط. شارك مع منتخب سيراليون لكرة القدم. أما مع النوادي، فقد لعب مع نادي شريف تيراسبول ونادي فريدريكستاد ونادي كالون وبالق أسير سبور.

## روابط خارجية
- خليفة جابي على موقع اتحاد النرويج (النرويجية)
- خليفة جابي على موقع اتحاد تركيا (لاعب) (الإنجليزية)
- خليفة جابي على موقع قاعدة بيانات كرة القدم.إي يو (الإنجليزية)
- خليفة جابي على موقع ناشيونال فوتبول تيمز (الإنجليزية)
- خليفة جابي على موقع Soccerway.com (الإنجليزية)
- خليفة جابي على موقع عالم كرة القدم.نت (الإنجليزية)